# Московский заповедник
Московский Государственный заповедник — заповедник, организованный на территории Московской области в 1945 году и ставший первым заповедником Подмосковья. 

## Территория
Включал 5 изолированных участков:
- Верхне-Клязьминский — располагался на южных склонах Клинско-Дмитровской гряды и верховьях реки Клязьмы. Площадь — 2,7 тыс. га. Охранялась моренная равнина с ложбинами стока талых ледниковых вод, смешанные леса, болота. Считался одним из эталонов ландшафта средней части Подмосковья.
- Верхне-Москворецкий — располагался на крайнем западе области в 22 км к северу от Уваровки. Площадь — 2,6 тыс. га. Охранялась долина Москвы-реки, зандровая равнина её левобережья, и моренная равнина правобережья. Значительную территорию занимали леса. Встречались все основные виды болот и лугов Московской области.
- Глубоко-Истринский — располагался на западе области вокруг озера Глубокое. Площадь — 2 тыс. га. Охранялась озёрная котловина с богатой флорой и фауной, прилегающее низинное болото и окрестные моренные холмы.
- Приволжско-Дубненский — располагался около посёлка Вербилки. Площадь — 3,8 тыс. га. Охранялись ценные ландшафты севера Московской области — древнедюнный рельеф, долина реки Дубны, сосновые боры, обширные болота.
- Приокско-Террасный — располагался на берегу Оки к востоку от Серпухова. Охранялись коренной берег, пойма и террасы реки Оки, древние дюны и карстовые воронки, сосновые боры, суходольные и заливные луга, участки степной растительности и широколиственных лесов. В 1948 году создан зубровый питомник.

В 1948 году все 5 участков Московского заповедника были преобразованы в самостоятельные заповедники. В 1951 году 4 из 5 заповедников (кроме Приокско-Террасного) были упразднены.